# Жамбылский областной историко-краеведческий музей
Жамбылский областной историко-краеведческий музей (каз. Жамбыл облыстық тарихи-өлкетану мұражайы) — краеведческий музей в Таразе (Жамбылская область, Казахстан). Открыт в 1931 году.

## История
Музей в Аулие-Ате был открыт в 1931 году как городской, в конце 1940-х годов, ему был придан статус областного. Коллекция в основном состояла из находок, обнаруженных археологическими экспедициями. Научное описание их проводил тогда ещё молодой Михаил Массон. Кроме этого, в экспозицию входили коллекции монет, предметы этнографии, документы и фотографии. В 1978 году музею было предоставлено здание в центре города на площади Достык. Музей принимал участие в работе экспедиций, раскопавших древние городища и памятники культуры: Тектурмас, Курган Бай-Тюбе, Яны-Курган. Археологами под руководством сотрудника музея А. П. Попова были произведены раскопки древней Таразской бани lX-Xll веков. 

## Экспозиция
Экспозиция музея представлена в 13 залах, расположенных в хронологической последовательности с палеонтологических находок до современности. Площадь музейного комплекса — 2 тыс. м2. Фонд музея составляет 35 тыс. единиц хранения. В 2002 году музей был реконструирован и открылись три дополнительных павильона: «Музей древнетюркской письменности и древнетюркских каменных изваяний», «Музей истории города „Тараз-2000“», «Художественный музей Л. В. Брюммера». 
В отделе природы представлена палеонтологическая коллекция: окаменевшие останки морских животных, останки костей крупных животных, окаменевшие деревья. В отделе археологии показана коллекция каменных орудий труда и объекты, найденных в горах Каратау: останки человека, бронзовый серп, фигурки с жертвенников, наконечники стрел и копий, бронзовый шлем. 
В экспозиции Таразского периода представлена коллекция керамики: различные сосуды, кухонная утварь, водопроводные трубы, светильники, сфероконусы, дастарханы, сосуды для захоронения — оссуарии, изделия из бронзы.
Павильон «Музей древнетюркской письменности и каменных изваяний» построен как полукруглое сооружение, символизирующее курган, на котором ставилось само изваяние. Художественный павильон музейного комплекса, художественный, посвящён творчеству художника Л. В. Брюммера, репрессированного и сосланного в Казахстан.
Три филиала музея открыты в районах области: Сарысуский районный историко-краеведческий музей, Шуский районный историко-краеведческий музей и Жуалынский мемориальный музей Бауыржана Момышулы.

## Деятельность музея
Кроме экскурсий (на казахском, русском и английском языках) в музее проходят встречи и круглые столы, проводятся лекции по краеведческой тематике. Музей организует передвижные и стационарные выставки.